# Vouzon
Vouzon est une commune française située dans le département de Loir-et-Cher, en région Centre-Val de Loire.
Localisée à l'est du département, la commune fait partie de la petite région agricole « la Grande Sologne », vaste étendue de bois et de prés aux récoltes médiocres. Elle est drainée par la Rère, les Lacs Plats, le Rouaire, les Forges, les Gaz, le Saint Joseph et par divers petits cours d'eau. Avec une superficie de 7 825 ha en 2017, la commune fait partie des 7 communes les plus étendues du département.
L'occupation des sols est marquée par l'importance des espaces agricoles et naturels qui occupent la quasi-totalité du territoire communal. Plusieurs espaces naturels d'intérêt sont présents dans la commune : un site Natura 2000 et deux zones naturelles d'intérêt écologique, faunistique et floristique (ZNIEFF). En 2010, l'orientation technico-économique de l'agriculture dans la commune est la culture des céréales et des oléoprotéagineux. À l'instar du département qui a vu disparaître le quart de ses exploitations en dix ans, le nombre d'exploitations agricoles a fortement diminué, passant de 58 en 1988, à 8 en 2000, puis à 12 en 2010.

## Géographie

### Localisation et communes limitrophes
La commune de Vouzon se trouve à l'est du département de Loir-et-Cher, dans la petite région agricole de la Grande Sologne,. À vol d'oiseau, elle se situe à 55,1 km  de Blois, préfecture du département, à 39,4 km de Romorantin-Lanthenay, sous-préfecture, et à 24,6 km de Salbris, chef-lieu du canton de la Sologne dont dépend la commune depuis 2015. La commune fait en outre partie du bassin de vie de Lamotte-Beuvron.

### Communes limitrophes
Les communes les plus proches sont :
Lamotte-Beuvron (5,5 km), Ménestreau-en-Villette (6,6 km, 45), Sennely (7,8 km,45), Souvigny-en-Sologne (8 km), Chaon (9,6 km), La Ferté-Saint-Aubin (12 km, 45), Chaumont-sur-Tharonne (12 km), Nouan-le-Fuzelier (12,2 km) et Marcilly-en-Villette (13,5 km) (45).
| La Ferté-Saint-Aubin  | Ménestreau-en-Villette | Sennely             |
| Yvoy-le-Marron        | Vouzon                 | Souvigny-en-Sologne |
| Chaumont-sur-Tharonne | Lamotte-Beuvron        | Chaon               |

### Relief et géologie
Le sol de la commune est formé de sable et d'argile de l'époque tertiaire, accumulés sur une soixantaine de mètres, et recouvrant le calcaire de Beauce. Le relief de la commune est à peine accentué[évasif].

### Hydrographie
L'eau est omniprésente à Vouzon, comme partout en Sologne. Plusieurs cours d'eau traversent la commune (la Canne autrefois appelée « la Cansle »), le Chicandin ou ruisseau d'Azenière (autrefois « ruisseau de la Dazonnière », une ferme aujourd'hui disparue), le Merdereau au nom évoquant la vase nauséabonde qui s'y accumulait et surtout le Beuvron, rivière fréquentée par les castors à l'époque celtique (beber signifiant castor chez les Gaulois). Les étangs y étaient autrefois nombreux et, par la pisciculture, participaient à l'activité économique de la région. En 1791, on en comptait environ 80 à Vouzon (la future commune de Lamotte-Beuvron comprise).

### Climat
Pour des articles plus généraux, voir Climat du Centre-Val de Loire et Climat de Loir-et-Cher.
En 2010, le climat de la commune est de type climat océanique dégradé des plaines du Centre et du Nord, selon une étude du CNRS s'appuyant sur une série de données couvrant la période 1971-2000. En 2020, Météo-France publie une typologie des climats de la France métropolitaine dans laquelle la commune est exposée à un climat océanique altéré et est dans une zone de transition entre les régions climatiques « Moyenne vallée de la Loire » et « Centre et contreforts nord du Massif Central ».
Pour la période 1971-2000, la température annuelle moyenne est de 11,1 °C, avec une amplitude thermique annuelle de 15,3 °C. Le cumul annuel moyen de précipitations est de 754 mm, avec 10,9 jours de précipitations en janvier et 7,4 jours en juillet. Pour la période 1991-2020, la température moyenne annuelle observée sur la station météorologique de Météo-France la plus proche, dans la commune de Lamotte-Beuvron à 5 km à vol d'oiseau, est de 11,8 °C et le cumul annuel moyen de précipitations est de 768,2 mm,. Pour l'avenir, les paramètres climatiques de la commune estimés pour 2050 selon différents scénarios d'émission de gaz à effet de serre sont consultables sur un site dédié publié par Météo-France en novembre 2022.

### Milieux naturels et biodiversité

#### Sites Natura 2000
Le réseau Natura 2000 est un réseau écologique européen de sites naturels d'intérêt écologique élaboré à partir des Directives « Habitats » et « Oiseaux ». Ce réseau est constitué de Zones spéciales de conservation (ZSC) et de Zones de protection spéciale (ZPS). Dans les zones de ce réseau, les États membres s'engagent à maintenir dans un état de conservation favorable les types d'habitats et d'espèces concernés, par le biais de mesures réglementaires, administratives ou contractuelles. L'objectif est de promouvoir une gestion adaptée des habitats tout en tenant compte des exigences économiques, sociales et culturelles, ainsi que des particularités régionales et locales de chaque État membre. Les activités humaines ne sont pas interdites, dès lors que celles-ci ne remettent pas en cause significativement l'état de conservation favorable des habitats et des espèces concernés. Une partie du territoire communal est incluse dans le site Natura 2000 :
la « Sologne », d'une superficie de 346 184 ha.

#### Zones naturelles d'intérêt écologique, faunistique et floristique
L'inventaire des zones naturelles d'intérêt écologique, faunistique et floristique (ZNIEFF) a pour objectif de réaliser une couverture des zones les plus intéressantes sur le plan écologique, essentiellement dans la perspective d'améliorer la connaissance du patrimoine naturel national et de fournir aux différents décideurs un outil d'aide à la prise en compte de l'environnement dans l'aménagement du territoire. Le territoire communal de Vouzon comprend deux ZNIEFF :
- l'« Étang des Haies » (8,06 ha)[18] ;
- la « Prairie Humide de l'Étang de Trégy » (2,06 ha)[19].

## Urbanisme

### Typologie
Au 1er janvier 2024, Vouzon est catégorisée bourg rural, selon la nouvelle grille communale de densité à sept niveaux définie par l'Insee en 2022.
Elle est située hors unité urbaine. Par ailleurs la commune fait partie de l'aire d'attraction d'Orléans, dont elle est une commune de la couronne,. Cette aire, qui regroupe 136 communes, est catégorisée dans les aires de 200 000 à moins de 700 000 habitants,.

### Occupation des sols
Jusqu'au milieu du XIXe siècle, le sol était largement occupé par des landes et des bosquets de bouleaux ou des chênes (il n'existait pratiquement pas de futaies à Vouzon, contrairement à ce que l'on peut observer en 2008). Le paysage avait l'aspect d'un bocage, les champs étant entourés de haies vives. Le boisement en résineux, si important à notre époque, date seulement du milieu du XIXe siècle. De nos jours, la forêt de Lamotte-Beuvron (les « bois de l'État » ou forêt domaniale), héritée du domaine impérial de Napoléon III, couvre une partie importante du territoire de Vouzon.

### Transports
La ligne (Lamotte-Beuvron / Vouzon / Souvigny-en-Sologne / Chaon) du réseau Route 41 dessert le village.

### Occupation des sols
L'occupation des sols est marquée par l'importance des espaces agricoles et naturels (96,8 %). La répartition détaillée ressortant de la base de données européenne d'occupation biophysique des sols Corine Land Cover millésimée 2012 est la suivante :
- terres arables (11,6 %),
- cultures permanentes (0,6 %),
- zones agricoles hétérogènes (15,4 %),
- prairies (3,5 %),
- forêts (65,2 %),
- milieux à végétation arbustive ou herbacée (0,7 %),
- zones urbanisées (1 %),
- espaces verts artificialisés non agricoles (0,5 %),
- zones industrielles et commerciales et réseaux de communication (1,7 %),
- eaux continentales (0,5 %)[23].

### Planification
La loi SRU du 13 décembre 2000 a incité fortement les communes à se regrouper au sein d'un établissement public, pour déterminer les partis d'aménagement de l'espace au sein d'un SCoT, un document essentiel d'orientation stratégique des politiques publiques à une grande échelle. La commune est dans le territoire du SCOT de Grande Sologne, prescrit en juillet 2015.
En matière de planification, la commune disposait en 2017 d'un plan local d'urbanisme approuvé.

### Habitat et logement
Le tableau ci-dessous présente la typologie des logements à Vouzon en 2016 en comparaison avec celle du Loir-et-Cher et de la France entière. Une caractéristique marquante du parc de logements est ainsi une proportion de résidences secondaires et logements occasionnels (14,9 %) inférieure à celle du département (18 %) mais supérieure à celle de la France entière (9,6 %). Concernant le statut d'occupation de ces logements, 71,5 % des habitants de la commune sont propriétaires de leur logement (71,4 % en 2011), contre 68,1 % pour le Loir-et-Cher et 57,6 pour la France entière.
|                                                         | Vouzon | Loir-et-Cher | France entière |
| ------------------------------------------------------- | ------ | ------------ | -------------- |
| Résidences principales (en %)                           | 78,1   | 74,5         | 82,3           |
| Résidences secondaires et logements occasionnels (en %) | 14,9   | 18           | 9,6            |
| Logements vacants (en %)                                | 7,0    | 7,5          | 8,1            |

### Risques majeurs
Le territoire communal de Vouzon est vulnérable à différents aléas naturels : inondations (par débordement du Beuvron), climatiques (hiver exceptionnel ou canicule), feux de forêts, mouvements de terrains ou sismique (sismicité très faible)11 avril 202011 avril 2020
Il est également exposé à un risque technologique : le transport de matières dangereuses,.

#### Risques naturels

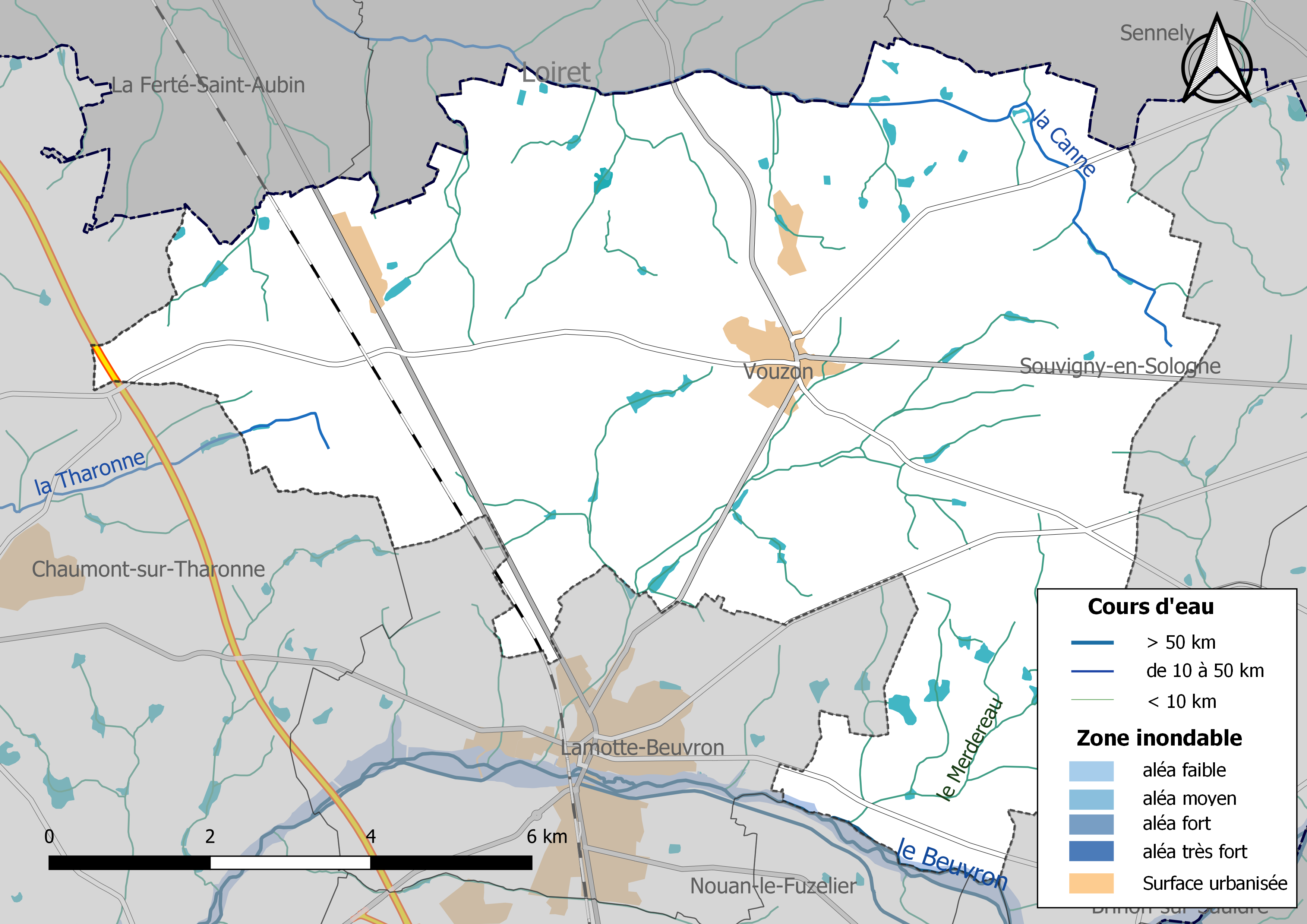
Zones inondables de la commune de Vouzon.

Les mouvements de terrains susceptibles de se produire dans la commune sont liés au retrait-gonflement des argiles. Le phénomène de retrait-gonflement des argiles est la conséquence d'un changement d'humidité des sols argileux. Les argiles sont capables de fixer l'eau disponible mais aussi de la perdre en se rétractant en cas de sécheresse. Ce phénomène peut provoquer des dégâts très importants sur les constructions (fissures, déformations des ouvertures) pouvant rendre inhabitables certains locaux. La carte de zonage de cet aléa peut être consultée sur le site de l'observatoire national des risques naturels Georisques.
Un atlas des zones inondables du Beuvron est établi en décembre 2003. Les crues historiques du Beuvron sont celles de 1856, de 1910 et de 1936-1937. Le débit de la crue de référence varie ainsi entre 60 et 160 m3/s selon les sections.

#### Risques technologiques
Le risque de transport de marchandises dangereuses dans la commune est lié à sa traversée par des infrastructures routières et ferroviaires importantes et la présence d'une canalisation de transport de gaz. Un accident se produisant sur de telles infrastructures est en effet susceptible d'avoir des effets graves au bâti ou aux personnes jusqu'à 350 m, selon la nature du matériau transporté. Des dispositions d'urbanisme peuvent être préconisées en conséquence.

## Toponymie
Vosonno (monnaies mérovingiennes) ; Vousonno, Vousonne, Vozonne, XIIe s. (chartes) ; Vouson en Sologne, décembre 1396 (Archives Nationales-JJ 150, no 387, fol. 183 v°) ; Vouzon, novembre 1465 (Archives Nationales-JJ 194, no 15, fol. 8 v°) ; Vouzon, éloigné d'une lieue du grand chemin de Bourges, autrefois la route de Bourges passoit par Vouzon, elle passe actuellement par La Mothe distante de Vouzon d'une demie lieue, la cause de ce changement provient de la ruine des ponts de Pierrefitte sur la Saudre, 1740 (Bibliothèque Municipale d'Orléans, Manuscrit 995, fol. 269) ; Vouzon, XVIIIe siècle s. (Carte de Cassini).
Lamotte-Beuvron, hameau de Vouzon, fut érigé en succursale de cette paroisse en 1692, puis en paroisse indépendante en 1703, enfin en commune indépendante le 20 janvier 1792.
Jusqu'à la fin de l'Ancien Régime, les deux paroisses formèrent une collecte appelée : communauté de Vouzon-Lamotte.
Délimitation réalisée par arrêté préfectoral du 26 janvier 1935 : Souvigny-en-Sologne cède 2 ha 50 a 40 ca à Vouzon.

## Histoire

### Histoire féodale
Le titre de seigneur de Vouzon apparaît en 1247. Les premiers seigneurs de Vouzon connus appartiennent à la famille de la Ferté (La Ferté-Nabert, aujourd'hui La Ferté-Saint-Aubin, Loiret). La seigneurie de Vouzon passe, par le mariage d'Isabeau de La Ferté avec Renaud de Lisle, à la famille de Lisle (fief du Vendômois). Au début du XIVe siècle, Vouzon appartient à la famille de Graçay, par voie de succession (cf. l'article La Ferté). Par mariage encore, elle passe aux dauphins d'Auvergne-de Jaligny (branche delphinale cadette issue du dauphin Robert III). En 1371, Guichard Ier Dauphin rend hommage pour sa terre de Vouzon et la forteresse de « la Motte de Beuvron » (à l'origine du hameau devenu la commune actuelle de Lamotte-Beuvron). Son fils, également prénommé Guichard (II), lui succède en 1403, et vend la seigneurie de Vouzon-Lamotte en 1406 à Guillaume de Laire seigneur de Cornillon et Cuzieu en Forez, un familier du duc de Bourbon Louis II, comte de Forez, et du duc d'Orléans Louis Ier.
En dépit de sérieuses difficultés financières, la famille de Laire parvient à conserver la seigneurie de Vouzon. Jacques de Laire lui annexe même, par achat en 1505, la seigneurie de Cansles (aujourd'hui La Grillière : voir plus bas > Culture et Patrimoine, Lieux et Monuments). Sa fille Suzanne de Laire ayant épousé en 1538 Gilbert II de Lévis, comte de Ventadour, la seigneurie de Vouzon passe en 1548 par donation à son fils Gilbert III, fait Ier duc de Ventadour en 1578. La famille de Ventadour est alors une des plus riches et des plus puissantes de France. Au cours du XVIIe siècle, le seigneur de Vouzon, Anne de Lévis de Ventadour, fils cadet du 2e duc Anne et petit-fils de Gilbert III, abbé de Meymac, devient archevêque de Bourges. Il fait reconstruire son château de Lamotte-Beuvron, et prépare l'érection du hameau de Lamotte en paroisse. Il meurt en 1662 à 57 ans. Son neveu le 5e duc Louis-Charles de Lévis-Ventadour, fils du 4e duc Charles, hérite de la seigneurie, qu'il donne en dot en 1691 à sa fille unique, Anne-Geneviève de Lévis. Un mois plus tard (14 mars 1691), la jeune mariée revend la seigneurie à sa tante, Marguerite-Félicie de Lévis de Ventadour, épouse depuis 1668 de Jacques-Henri de Durfort, duc de Duras, doyen des maréchaux de France, alors le plus haut grade de l'armée.
À la mort de sa mère en 1717, Jean-Baptiste de Durfort de Duras vend la seigneurie à son cousin Louis-Armand Antoine VI de Gramont en 1718. Elle reste dans la famille de Gramont jusqu'en 1765, date à laquelle Jérôme de Laage de Meux (1720-1804 ; grand-oncle de Jérôme) la rachète à l'héritier d'Antoine VII-Antonin de Gramont (Antoine VII était le neveu d'Antoine VI, le fils du duc Louis, le père de Louis-Antoine-Armand 2e duc de Lesparre, et l'oncle d'Antoine VIII de Gramont), ruiné par une vie dissolue.
Les seigneurs de Vouzon-Lamotte furent pour la plupart de grands personnages, occupant souvent des situations élevées au service du roi. Cependant ils ne résidaient pas à Lamotte ni à Vouzon, où beaucoup ne vinrent jamais, ou seulement pour de courts séjours. Le domaine était administré par un "fermier général", représentant du seigneur.

### Histoire administrative
Jusqu'au début du XVIIIe siècle, Vouzon fut une « communauté d'habitants » et une paroisse structurée autour de deux pôles : le bourg de Vouzon possédait l'église, et le hameau de Lamotte, à 5 kilomètres au sud-ouest, sur le Beuvron, le château.
Dans la seconde moitié du XVIIe siècle, les principaux seigneurs (Anne de Lévis de Ventadour, archevêque de Bourges, Jacques Henri de Durfort de Duras et surtout son épouse) préparèrent la création d'une paroisse à Lamotte, indépendante de celle de Vouzon. La création de la paroisse de La Motte-sur-Beuvron fut décrétée par l'évêque d'Orléans en 1703. Cependant la communauté d'habitants remontant au Moyen Âge subsistait, et il n'existait notamment qu'un seul rôle de taille pour les habitants de la communauté de « Vouzon-Lamotte ». En raison de divergences d'intérêts (notamment fiscaux) entre Vouzon et son hameau de Lamotte, ce dernier se déclare indépendant de Vouzon le 15 février 1790. Cet état de fait n'est admis par l'autorité supérieure que près de deux ans plus tard : le 20 janvier 1792, l'administration départementale de Loir-et-Cher prononce
la « séparation d'intérêts » de Vouzon et Lamotte malgré les vives protestations de Vouzon. La Motte-sur-Beuvron devient alors officiellement une commune à part entière, avant d'être promue au rang de chef-lieu de canton le 25 octobre 1802 (arrêté du 3 brumaire an XI).
Sous l'Ancien Régime, Vouzon (ainsi que Lamotte) relevait d'Orléans pour toutes les administrations (généralité, élection, subdélégation, grenier à sel, bailliage, gouvernement). Lors de la création des départements les habitants de Vouzon réclamèrent avec insistance, mais toujours en vain, leur rattachement au département limitrophe du Loiret, toutes leurs affaires se traitant à Orléans, et aucune à Blois et à Romorantin. À la Révolution, Vouzon dépendit du district de Romorantin et du canton de Chaumont-sur-Tharonne.

### Histoire économique
Dès l'Antiquité, Vouzon se trouvait située sur une voie de communication importante, celle reliant Orléans à Bourges. Au Moyen Âge, en raison d'un trafic commercial important, le bourg possédait plusieurs auberges (l'Ecu, le Lion d'Or, les Trois Rois au XVe siècle ; plus tard, au XVIIIe siècle, l'Image-Notre-Dame) et un hôtel-Dieu pour les voyageurs. La ruine du pont sur la Sauldre, à Pierrefitte-sur-Sauldre, au milieu du XVIIIe siècle, et l'amélioration de la route d'Orléans à Vierzon par Salbris à la même époque entraîna l'abandon de la route directe d'Orléans à Bourges. Lamotte-Beuvron, qui se trouvait sur le nouvel itinéraire profita de la situation au détriment de Vouzon, ce qui accentua la rivalité entre Vouzon et son principal hameau, qui devait aboutir à l'indépendance de Lamotte sous la Révolution.
Jusque vers 1850, Vouzon posséda une industrie textile importante en raison du développement de l'élevage ovin en Sologne et de la bonne qualité de la laine qui provenait des moutons solognots. Depuis le XVIIe siècle, Vouzon était, après Romorantin, le principal centre textile de la Sologne (en 1716 on y comptait 80 métiers à tisser en activité, produisant environ 64 000 mètres de drap dans l'année, essentiellement de la serge). Plusieurs dizaines de fabricants de draps travaillant dans de petits ateliers familiaux selon les mêmes méthodes en vue d'une même production, et étroitement surveillés depuis Colbert par l'autorité royale, formaient la « manufacture de Vouzon ». Les Vouzonnais étaient alors surnommés par leurs voisins les « Cardeux », c'est-à-dire les cardeurs de laine. Avec le développement de la navigation à vapeur qui raccourcit considérablement la durée de la traversée de l'Atlantique et réduit fortement le coût des transports, l'arrivée sur le marché français de la laine des « pays neufs » comme l'Argentine et du coton asiatique ou américain entraîne la crise puis la ruine de l'industrie textile solognote, et celle de Vouzon en particulier.

## Politique et administration

### Liste des maires
- Noël Blanchard ("maire en exercice" en 1795) ;
- Jacques Cauquis, 1800-1813 ;
- Jean-Baptiste Ouvrard,1813-1827 ;
- Armand Vivien, 1827-1828 ;
- Charles Augustin Rocheron d'Amoy, 1828-1864 (démissionne pour raison de santé) ;
- Henri Bengy de Puyvallée, 1864-1881 ;
- Eugène Girard, 1881-1884 ;
- Henry Pierre Marie de Bengy de Puyvallée[35], 1884-1891 (démissionne pour raison de santé, et meurt peu après) ;
- Alphonse Blanquet (le baron Blanquet), 1892-1898 (démissionne après son établissement à Arpajon, Essonne).

### Découpage territorial
La commune de Vouzon est membre de la Communauté de communes Cœur de Sologne, un établissement public de coopération intercommunale (EPCI) à fiscalité propre créé le 1er janvier 2006.
Elle est rattachée sur le plan administratif à l'arrondissement de Romorantin-Lanthenay, au département de Loir-et-Cher et à la région Centre-Val de Loire, en tant que circonscriptions administratives. Sur le plan électoral, elle est rattachée au canton de la Sologne depuis 2015 pour l'élection des conseillers départementaux et à la deuxième circonscription de Loir-et-Cher pour les élections législatives.

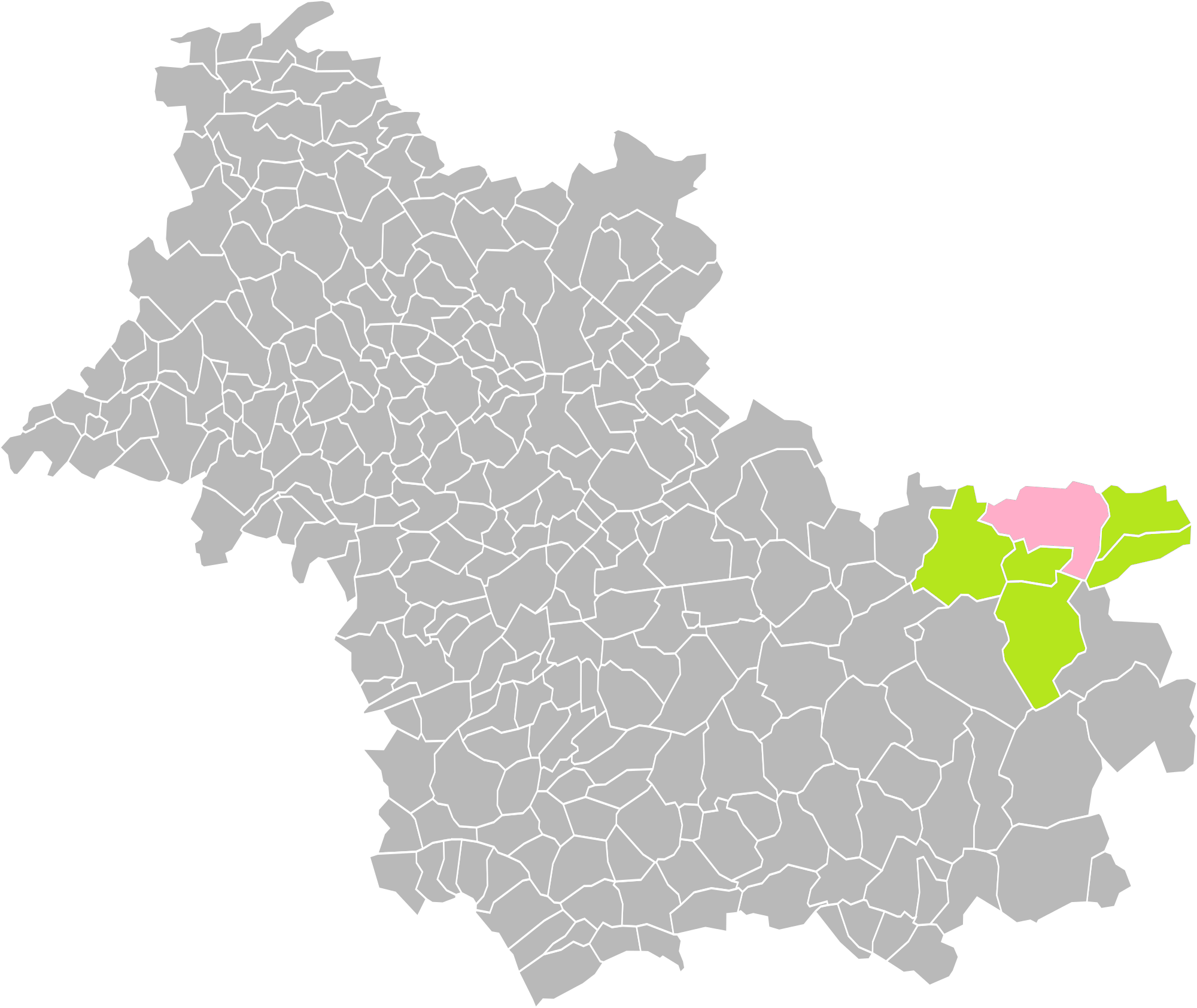
Vouzon dans l'intercommunalité en 2016.
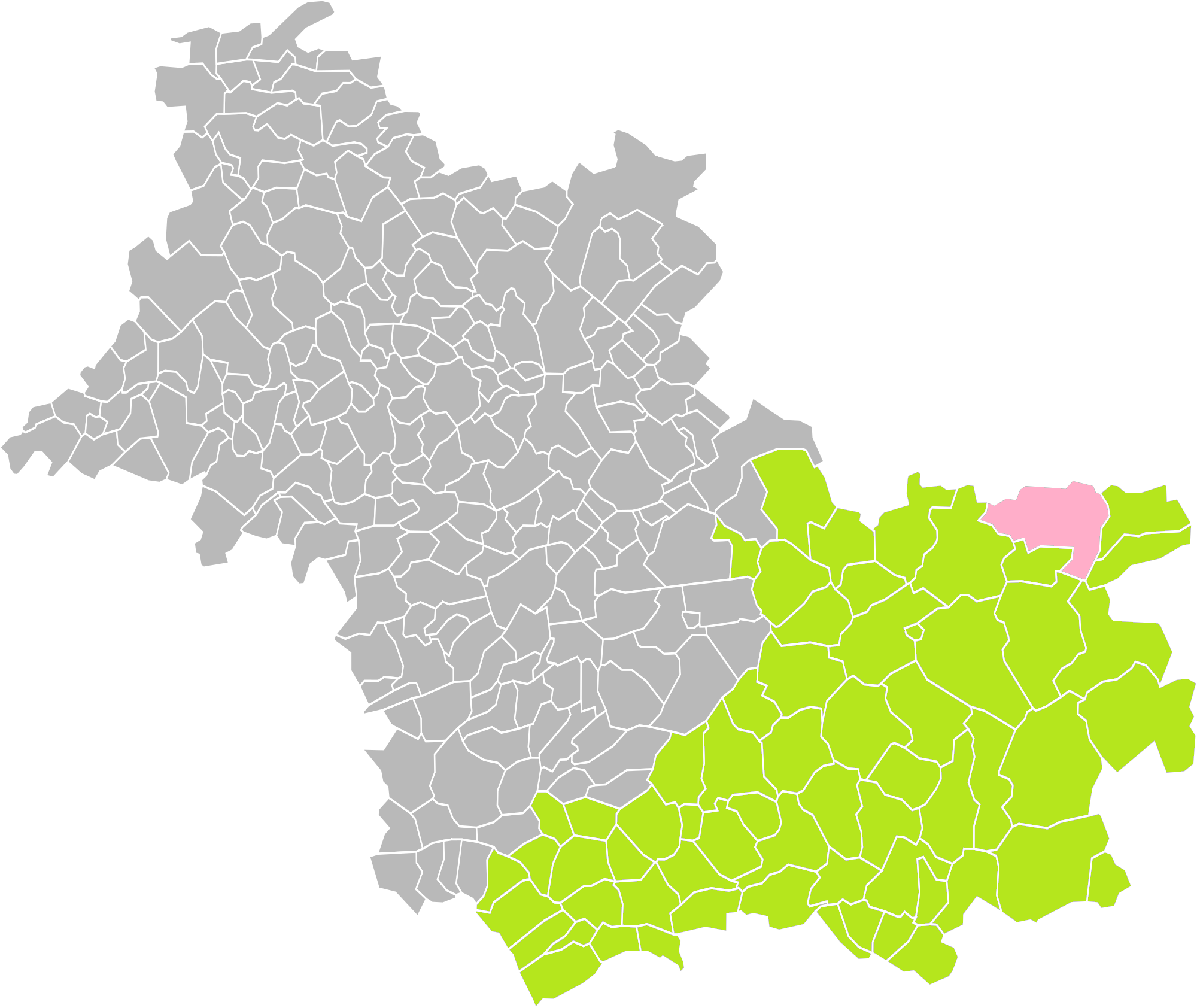
Vouzon dans l'arrondissement de Romorantin-Lanthenay en 2016.
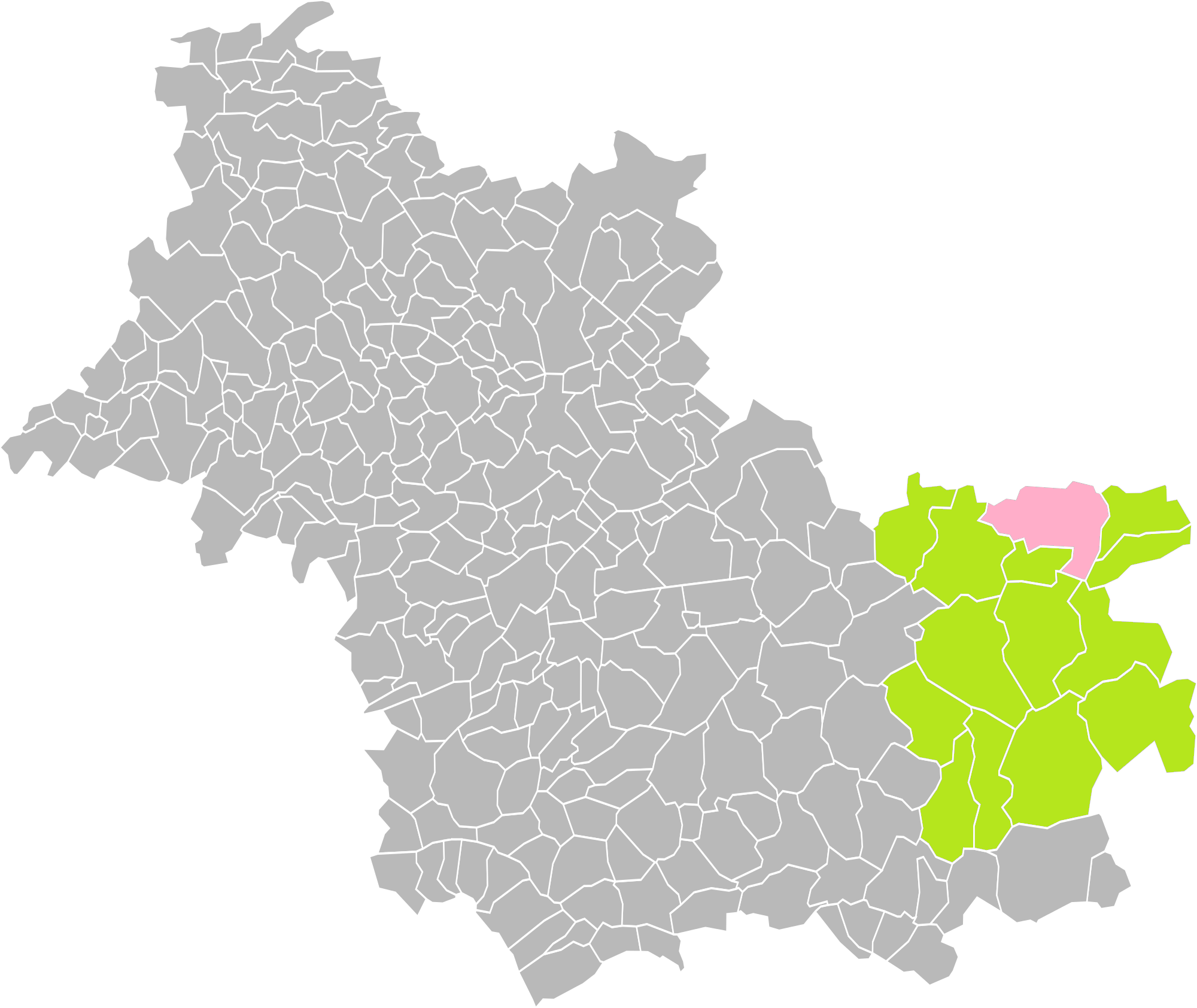
Vouzon dans le canton de la Sologne en 2016.

### Politique et administration municipale

#### Conseil municipal et maire
Le conseil municipal de Vouzon, commune de plus de 1 000 habitants, est élu au scrutin proportionnel plurinominal avec prime majoritaire. Compte tenu de la population communale, le nombre de sièges au conseil municipal est de 15. Le maire, à la fois agent de l'État et exécutif de la commune en tant que collectivité territoriale, est élu par le conseil municipal au scrutin secret lors de la première réunion du conseil suivant les élections municipales, pour un mandat de six ans, c'est-à-dire pour la durée du mandat du conseil.
| Période                                  | Période   | Identité             | Étiquette | Qualité |
| ---------------------------------------- | --------- | -------------------- | --------- | ------- |
| mars 1972                                | mars 1995 | Vignaut              |           |         |
| mars 1995                                | mars 2008 | Paul Cochet          |           |         |
| mars 2008                                | juin 2020 | Christian Mauchien   |           |         |
| juin 2020                                | En cours  | Jean-François Lahaye |           |         |
| Les données manquantes sont à compléter. |           |                      |           |         |

### Politique environnementale
Dans son palmarès 2016, le Conseil National des Villes et Villages Fleuris de France a attribué trois fleurs à la commune au Concours des villes et villages fleuris.

## Population et société

### Démographie

#### Évolution démographique
L'évolution du nombre d'habitants est connue à travers les recensements de la population effectués dans la commune depuis 1793. Pour les communes de moins de 10 000 habitants, une enquête de recensement portant sur toute la population est réalisée tous les cinq ans, les populations de référence des années intermédiaires étant quant à elles estimées par interpolation ou extrapolation. Pour la commune, le premier recensement exhaustif entrant dans le cadre du nouveau dispositif a été réalisé en 2007.

En 2022, la commune comptait 1 424 habitants, en évolution de −4,62 % par rapport à 2016 (Loir-et-Cher : −1,15 %, France hors Mayotte : +2,11 %).
| 1793  | 1800  | 1806  | 1821  | 1831  | 1836  | 1841  | 1846  | 1851  |
| ----- | ----- | ----- | ----- | ----- | ----- | ----- | ----- | ----- |
| 1 241 | 1 051 | 1 125 | 1 168 | 1 213 | 1 234 | 1 224 | 1 318 | 1 248 |

| 1856  | 1861  | 1866  | 1872  | 1876  | 1881  | 1886  | 1891  | 1896  |
| ----- | ----- | ----- | ----- | ----- | ----- | ----- | ----- | ----- |
| 1 320 | 1 460 | 1 458 | 1 430 | 1 516 | 1 563 | 1 532 | 1 540 | 1 558 |

| 1901  | 1906  | 1911  | 1921  | 1926  | 1931  | 1936  | 1946  | 1954  |
| ----- | ----- | ----- | ----- | ----- | ----- | ----- | ----- | ----- |
| 1 565 | 1 564 | 1 728 | 1 304 | 1 407 | 1 192 | 1 066 | 1 213 | 1 178 |

| 1962  | 1968  | 1975  | 1982  | 1990  | 1999  | 2006  | 2007  | 2012  |
| ----- | ----- | ----- | ----- | ----- | ----- | ----- | ----- | ----- |
| 1 118 | 1 051 | 1 044 | 1 107 | 1 008 | 1 060 | 1 420 | 1 452 | 1 500 |

| 2017  | 2022  | - | - | - | - | - | - | - |
| ----- | ----- | - | - | - | - | - | - | - |
| 1 483 | 1 424 | - | - | - | - | - | - | - |

#### Pyramide des âges
La population de la commune est relativement jeune.
En 2018, le taux de personnes d'un âge inférieur à 30 ans s'élève à 32,3 %, soit au-dessus de la moyenne départementale (31,3 %). À l'inverse, le taux de personnes d'âge supérieur à 60 ans est de 25,6 % la même année, alors qu'il est de 31,6 % au niveau départemental.
En 2018, la commune comptait 732 hommes pour 740 femmes, soit un taux de 50,27 % de femmes, légèrement inférieur au taux départemental (51,45 %).
Les pyramides des âges de la commune et du département s'établissent comme suit.
| Hommes | Classe d’âge | Femmes |
| ------ | ------------ | ------ |
| 0,1    | 90 ou +      | 1,2    |
| 6,5    | 75-89 ans    | 7,7    |
| 18,0   | 60-74 ans    | 17,7   |
| 25,4   | 45-59 ans    | 23,0   |
| 18,8   | 30-44 ans    | 17,0   |
| 14,9   | 15-29 ans    | 14,8   |
| 16,3   | 0-14 ans     | 18,6   |

| Hommes | Classe d’âge | Femmes |
| ------ | ------------ | ------ |
| 1,1    | 90 ou +      | 2,6    |
| 9,2    | 75-89 ans    | 11,9   |
| 19,7   | 60-74 ans    | 20,4   |
| 20,7   | 45-59 ans    | 20     |
| 16,5   | 30-44 ans    | 16,2   |
| 15,2   | 15-29 ans    | 13,2   |
| 17,6   | 0-14 ans     | 15,7   |

### Enseignement
Vouzon est située dans l'académie d'Orléans-Tours. La commune dispose d'une école élémentaire publique, l'école Jean-Pasquier.

## Économie

### Secteurs d'activité
Le tableau ci-dessous détaille le nombre d'entreprises implantées à Vouzon selon leur secteur d'activité et le nombre de leurs salariés :
|                                                              | total | % com (% dep) | 0 salarié | 1 à 9 salarié(s) | 10 à 19 salariés | 20 à 49 salariés | 50 salariés ou plus |
| ------------------------------------------------------------ | ----- | ------------- | --------- | ---------------- | ---------------- | ---------------- | ------------------- |
| Ensemble                                                     | 110   | 100,0 (100)   | 77        | 29               | 2                | 0                | 2                   |
| Agriculture, sylviculture et pêche                           | 14    | 12,7 (11,8)   | 9         | 5                | 0                | 0                | 0                   |
| Industrie                                                    | 4     | 3,6 (6,5)     | 3         | 1                | 0                | 0                | 0                   |
| Construction                                                 | 13    | 11,8 (10,3)   | 9         | 3                | 1                | 0                | 0                   |
| Commerce, transports, services divers                        | 67    | 60,9 (57,9)   | 50        | 17               | 0                | 0                | 0                   |
| dont commerce et réparation automobile                       | 23    | 20,9 (17,5)   | 18        | 5                | 0                | 0                | 0                   |
| Administration publique, enseignement, santé, action sociale | 12    | 10,9 (13,5)   | 6         | 3                | 1                | 0                | 2                   |
| Champ : ensemble des activités.                              |       |               |           |                  |                  |                  |                     |

Le secteur du commerce, transports et services divers est prépondérant dans la commune (67 entreprises sur 110) néanmoins le secteur agricole reste important puisqu'en proportions (12,7 %), il est plus important qu'au niveau départemental (11,8 %).
Sur les 110 entreprises implantées à Vouzon en 2016, 77 ne font appel à aucun salarié, 29 comptent 1 à 9 salariés, 2 emploient entre 10 et 19 personnes
Au 1er juillet 2017, la commune est classée en zone de revitalisation rurale (ZRR), un dispositif visant à aider le développement des territoires ruraux principalement à travers des mesures fiscales et sociales. Des mesures spécifiques en faveur du développement économique s'y appliquent également.

### Agriculture
En 2010, l'orientation technico-économique de l'agriculture dans la commune est la polyculture et le polyélevage. Le département a perdu près d'un quart de ses exploitations en 10 ans, entre 2000 et 2010 (c'est le département de la région Centre-Val de Loire qui en compte le moins). Cette tendance se retrouve également au niveau de la commune où le nombre d'exploitations est passé de 32 en 1988 à 8 en 2000 puis à 12 en 2010. Parallèlement, la taille de ces exploitations augmente, passant de 31 ha en 1988 à 70 ha en 2010.
Le tableau ci-dessous présente les principales caractéristiques des exploitations agricoles de Vouzon, observées sur une période de 22 ans :
|                                      | 1988  | 2000 | 2010 |
| ------------------------------------ | ----- | ---- | ---- |
| Dimension économique                 |       |      |      |
| Nombre d'exploitations (u)           | 32    | 8    | 12   |
| Travail (UTA)                        | 40    | 13   | 12   |
| Surface agricole utilisée (ha)       | 1 004 | 786  | 839  |
| Cultures                             |       |      |      |
| Terres labourables (ha)              | 679   | 606  | 677  |
| Céréales (ha)                        | 498   | 311  | 414  |
| dont blé tendre (ha)                 | 40    | 120  | 103  |
| dont maïs-grain et maïs-semence (ha) | 86    | 12   | 39   |
| Tournesol (ha)                       | s     |      |      |
| Colza et navette (ha)                | s     | 97   | s    |
| Élevage                              |       |      |      |
| Cheptel (UGBTA)                      | 395   | 295  | 227  |

#### Produits labellisés
Le territoire de la commune est intégré aux aires de productions de divers produits bénéficiant d'une indication géographique protégée (IGP) : le vin Val-de-loire, les volailles de l’Orléanais et les volailles du Berry,.

## Culture et patrimoine

### Lieux et monuments

#### Voies
| 160 odonymes recensés à Vouzon au 30 mars 2014              | 160 odonymes recensés à Vouzon au 30 mars 2014 | 160 odonymes recensés à Vouzon au 30 mars 2014 | 160 odonymes recensés à Vouzon au 30 mars 2014 | 160 odonymes recensés à Vouzon au 30 mars 2014 | 160 odonymes recensés à Vouzon au 30 mars 2014 | 160 odonymes recensés à Vouzon au 30 mars 2014 | 160 odonymes recensés à Vouzon au 30 mars 2014 | 160 odonymes recensés à Vouzon au 30 mars 2014 | 160 odonymes recensés à Vouzon au 30 mars 2014 | 160 odonymes recensés à Vouzon au 30 mars 2014 | 160 odonymes recensés à Vouzon au 30 mars 2014 | 160 odonymes recensés à Vouzon au 30 mars 2014 | 160 odonymes recensés à Vouzon au 30 mars 2014 | 160 odonymes recensés à Vouzon au 30 mars 2014 | 160 odonymes recensés à Vouzon au 30 mars 2014 | 160 odonymes recensés à Vouzon au 30 mars 2014 | 160 odonymes recensés à Vouzon au 30 mars 2014 | 160 odonymes recensés à Vouzon au 30 mars 2014 |
| Allée                                                       | Ave.                                           | Bld                                            | Carr.                                          | Chemin                                         | Cité                                           | Clos                                           | Imp.                                           | Pass.                                          | Place                                          | Pont                                           | Promenade                                      | Route                                          | Rue                                            | Ruelle                                         | Sentier                                        | Square                                         | Autres                                         | Total                                          |
| ----------------------------------------------------------- | ---------------------------------------------- | ---------------------------------------------- | ---------------------------------------------- | ---------------------------------------------- | ---------------------------------------------- | ---------------------------------------------- | ---------------------------------------------- | ---------------------------------------------- | ---------------------------------------------- | ---------------------------------------------- | ---------------------------------------------- | ---------------------------------------------- | ---------------------------------------------- | ---------------------------------------------- | ---------------------------------------------- | ---------------------------------------------- | ---------------------------------------------- | ---------------------------------------------- |
| 0                                                           | 0                                              | 0                                              | 0                                              | 4                                              | 0                                              | 0                                              | 3                                              | 0                                              | 3                                              | 0                                              | 0                                              | 2                                              | 32                                             | 1                                              | 1                                              | 0                                              | 114                                            | 160                                            |
| Notes « N »                                                 | Notes « N »                                    | 1. 2. 3. 4. 5. 6. 7.                           | 1. 2. 3. 4. 5. 6. 7.                           | 1. 2. 3. 4. 5. 6. 7.                           | 1. 2. 3. 4. 5. 6. 7.                           | 1. 2. 3. 4. 5. 6. 7.                           | 1. 2. 3. 4. 5. 6. 7.                           | 1. 2. 3. 4. 5. 6. 7.                           | 1. 2. 3. 4. 5. 6. 7.                           | 1. 2. 3. 4. 5. 6. 7.                           | 1. 2. 3. 4. 5. 6. 7.                           | 1. 2. 3. 4. 5. 6. 7.                           | 1. 2. 3. 4. 5. 6. 7.                           | 1. 2. 3. 4. 5. 6. 7.                           | 1. 2. 3. 4. 5. 6. 7.                           | 1. 2. 3. 4. 5. 6. 7.                           | 1. 2. 3. 4. 5. 6. 7.                           | 1. 2. 3. 4. 5. 6. 7.                           |
| Sources : rue-ville.info & perche-gouet.net & OpenStreetMap |                                                |                                                |                                                |                                                |                                                |                                                |                                                |                                                |                                                |                                                |                                                |                                                |                                                |                                                |                                                |                                                |                                                |                                                |

#### Église

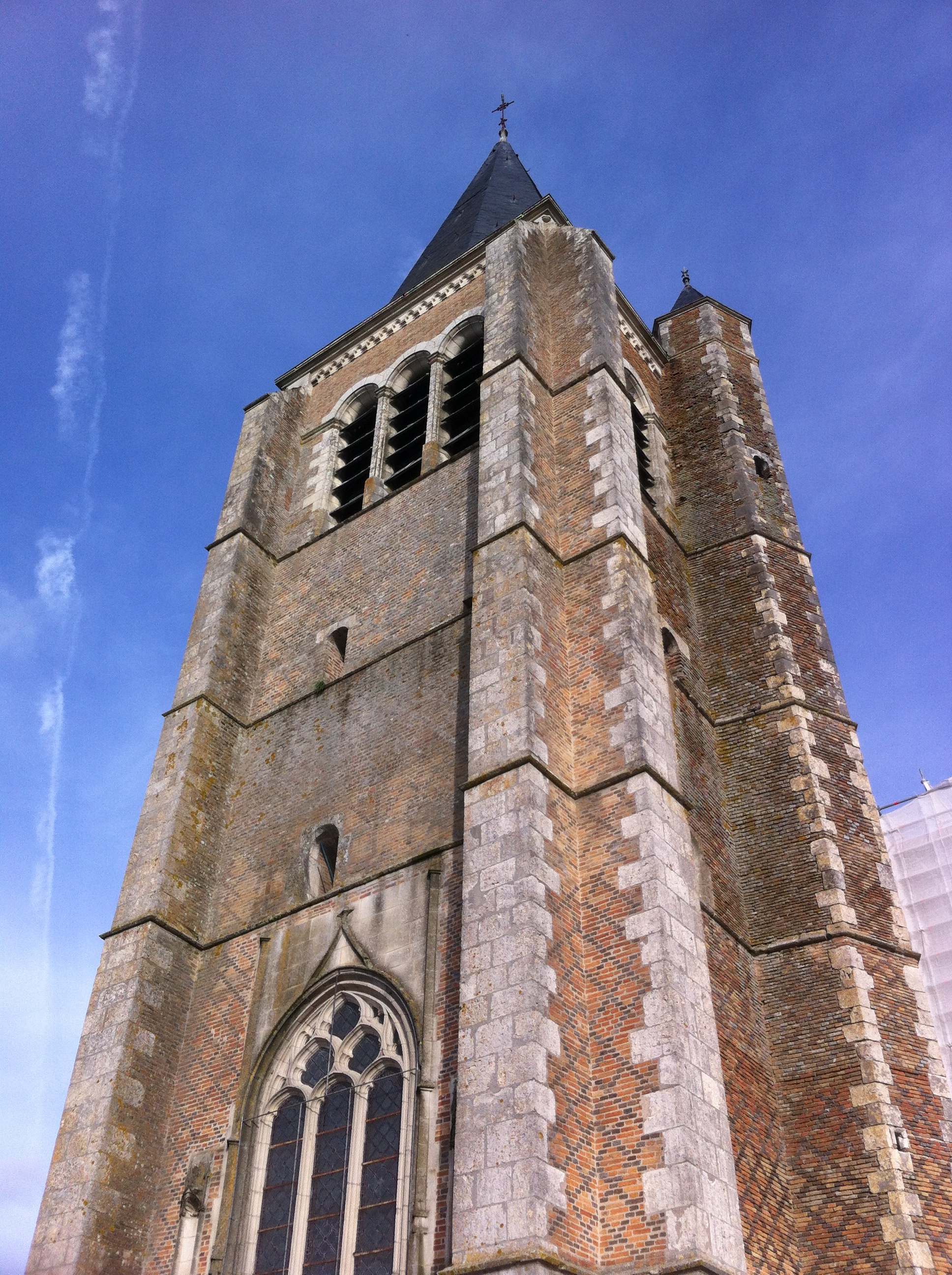
Église Saint-Pierre.

L'église Saint-Pierre, édifiée en 1104, est classée au titre des monuments historiques depuis 1989. Elle fait partie du groupement paroissial de Lamotte-Beuvron, au sein du doyenné de Sologne dans le diocèse de Blois.

#### Cimetière

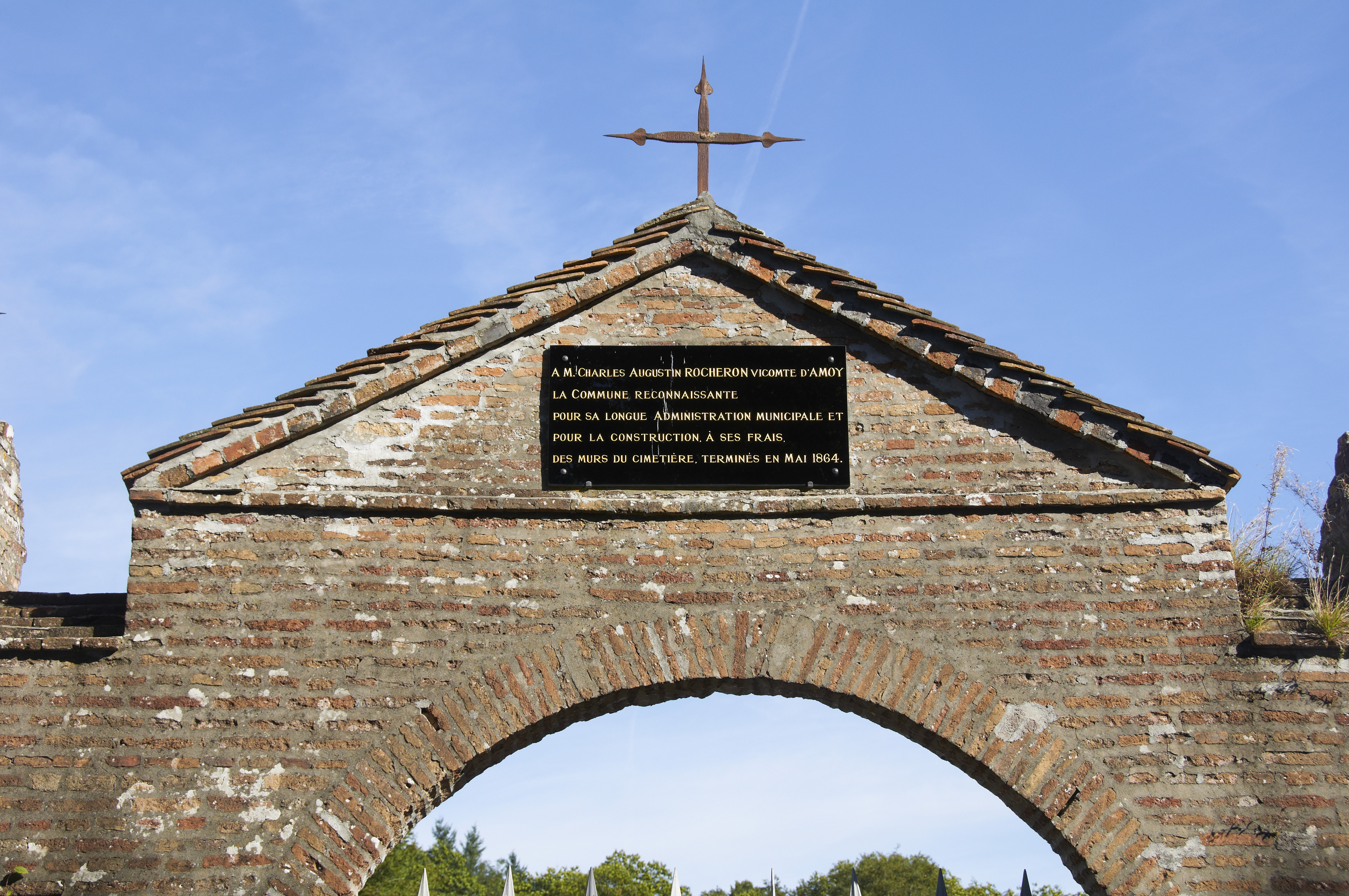
Porche du cimetière.

Au Moyen Âge, le cimetière occupait la place de l'Église actuelle (des ossements ont été retrouvés lors de travaux). Il est assuré qu'il était situé à son emplacement actuel, au nord du bourg, au début du XVIIIe siècle, et probablement dès le XVe siècle. La croix hosannière au fût monolithique (restaurée en 2001) provient peut-être du cimetière primitif. Le portail monumental de maçonnerie semble antérieur à la Révolution, mais le champ de repos était alors entouré de haies. Les murs actuels ont été construits de 1861 à 1864 et intégralement payés par Charles Rocheron d'Amoy, maire de la commune de 1828 à 1864, comme le rappelle le texte de la plaque apposée au-dessus de la grille d'entrée :
A Mr Charles Augustin Rocheron vicomte d'Amoy, la commune reconnaissante, pour sa longue administration municipale et pour la construction, à ses frais, des murs du cimetière, terminés en mai 1864.

#### Presbytère
Vouzon possédait un vaste presbytère, doté de 3 hectares de dépendances d'un seul tenant (dont pièce d'eau, charmille, jardin, verger, vigne, etc.), qui entra dans le patrimoine communal à la Révolution. En 1985, des travaux de restauration ont mis au jour une série de poutres peintes paraissant dater du début du XVIIe siècle. L'ensemble de ces peintures a été classé au titre des monuments historiques par arrêté du 30 septembre 1989 et restaurées par un spécialiste en septembre-octobre 1990.
Cet ensemble se compose de deux poutres maîtresses de 5,80 mètres et de 35 solives. Les solives sont décorées d'éléments floraux stylisés (tulipes, feuilles de vigne) et de branchages entrelacés, peints au pochoir.

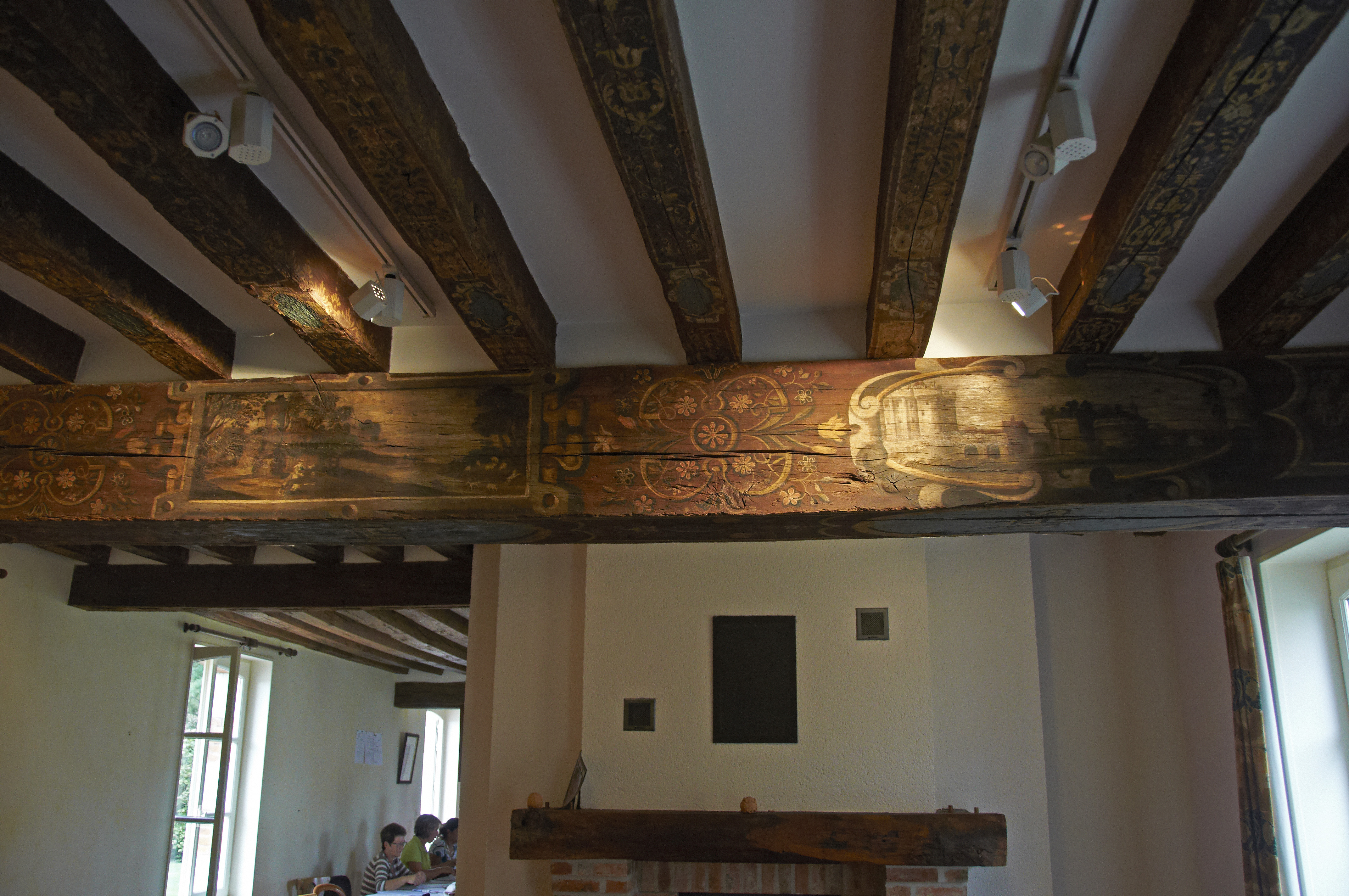
Poutres du presbytère.

Les deux grosses poutres présentent :
- sur la première : une scène de chasse au chevreuil, trois tableaux champêtres, deux vues urbaines, une scène de duel, une scène de bataille, un pont fortifié sur un fleuve, un château-fort, une scène de chasse à courre ;
- sur la seconde : une chasse au lion, deux scènes champêtres, un village et son église, une chasse au sanglier, des artistes, une ville fortifiée rappelant celles de Frandre au XVIe siècle, une chasse au lièvre.

En l'état actuel des connaissances, on ignore tout des circonstances de réalisation de cet ensemble. Le bâtiment paraît avoir été construit au XVIe siècle. On sait qu'il fut restauré vers 1810, puis en 1873, mais aucun document relatif à ces travaux ne mentionne ces peintures. Ce presbytère fut d'abord, semble-t-il, une vaste maison particulière, probablement propriété d'un riche négociant, peut-être marchand de moutons comme il en existait alors plusieurs à Vouzon au XVIIe siècle. Le curé de Vouzon ne s'installa en ces lieux qu'à la fin du XVIIe siècle au plus tôt. Les peintures sont antérieures à la transformation de ce bâtiment en maison curiale, et elles ont peut-être été masquées à cette époque, car certaines, jugées violentes (chasse, guerre) ou « indécentes » (distractions profanes) étaient en contradiction avec un idéal de vie ecclésiastique.

#### Château de la Grillère
Succédant au siège de la seigneurie de Cansles, le château de la Grillère fut construit au XVIe siècle, et remanié au XIXe siècle. Il eut pour propriétaires François de Beauharnais, lieutenant général du bailliage d'Orléans au XVIIe siècle, ancêtre maternel de Napoléon III ; le comte de Choiseul-Gouffier, ambassadeur de France à Constantinople à la veille de la Révolution ; l'empereur Napoléon III de 1852 à 1870.

#### Château d'Amoy Trégy
Résidence privée de la famille de Saint Pol.

#### Mairie

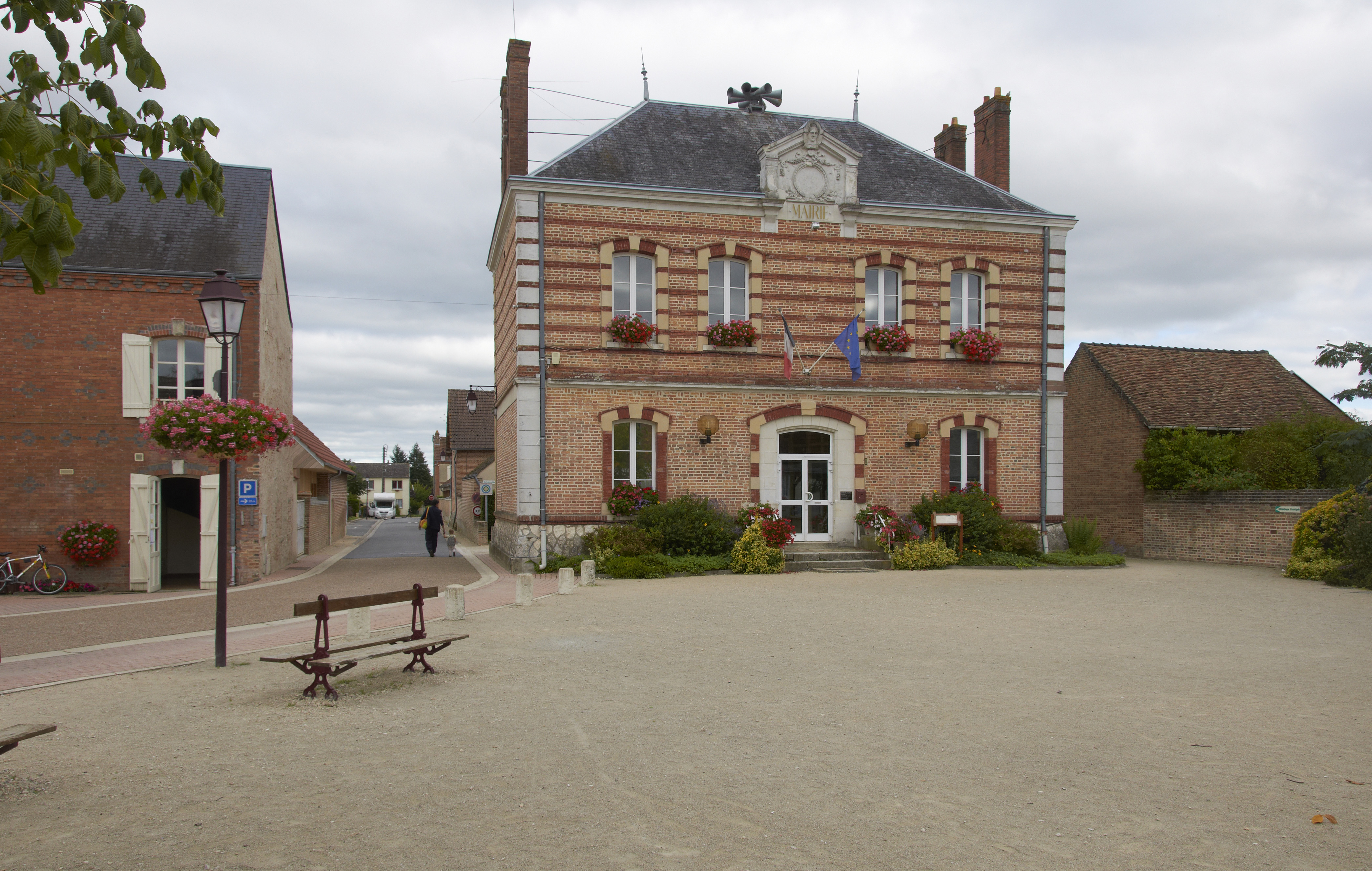
L'hôtel de ville.

Avant 1857, Vouzon ne possède pas de mairie appartenant en propre à la commune : une maison particulière est louée à cette fin, et elle sert également d'école. En 1857 la commune achète une ancienne auberge de la Grande Rue, existant déjà au XVe siècle, la Maison de l'Ecu, et y établit la mairie et l'école de garçons. Après des années de débats et de polémiques, la mairie actuelle (ainsi que l'école de garçons de l'époque) est construite en 1882-1883 sur un terrain distrait de celui du presbytère voisin, et inaugurée le 14 octobre 1883.

### Fêtes et festivals
- Chaque année le 31 octobre au soir, pour la fête d'Halloween, un parc boisé décoré pour l'occasion ouvre ses portes et propose une balade effrayante.

### Personnalités liées à la commune
- Napoléon III (1808-1873), empereur des Français. Appartenant du côté de sa mère à la famille d'origine orléanaise des Beauharnais, propriétaires du château de la Grillière aux XVIe et XVIIe siècles, Louis-Napoléon Bonaparte, devenu président de la Seconde République, rachète ce château et ses 1 596 hectares de dépendances le 19 mai 1852, auxquels il ajoute, par un second achat du 3 juillet suivant, les 1 820 hectares du château de Lamotte-Beuvron. Devenu empereur sous le nom de Napoléon III, il ne se rend que trois fois sur ses terres de Vouzon, et pour quelques heures seulement, en août 1852, avril 1858 et en mai 1860. Il ne se désintéresse cependant pas d'une commune dont il est un des principaux propriétaires, et contribue, sur sa cassette personnelle, à l'amélioration de la vie municipale, notamment par le financement de la restauration de l'église, l'achat d'une pompe à incendie et l'équipement d'un corps de sapeurs-pompiers. Napoléon III fait de la ferme de Misabran, du domaine de la Grillière, une "ferme-école" destinée à donner l'exemple pour l'amélioration de l'agriculture en Sologne.
- Louis Blériot (1872-1936), ingénieur, industriel, pionnier de l'aviation et célèbre aviateur ayant réalisé la première traversée de la Manche le 25 juillet 1909 sur un prototype mis au point par ses soins. En 1904, Louis Blériot achète à Vouzon une partie de la Tabardière, où il fait construire le château de Sainte-Marie avec les revenus de son entreprise de fabrication de phares à acétylène pour automobiles. Il est élu conseiller municipal de Vouzon le 1er mai 1904, mais il participe peu à la vie municipale. En 1907, il revend sa propriété de Sainte-Marie pour financer ses recherches sur trois nouveaux prototypes (les Blériot IX, X et XI). En effet, depuis la fin de son association avec Gabriel Voisin, les revenus de son entreprise sont insuffisants pour couvrir les frais de ses nouvelles recherches aéronautiques. Sa retentissante réussite de la traversée de la Manche (25 juillet 1909) lui apporte la gloire et met fin à ses difficultés financières, mais il n'a alors plus de liens avec Vouzon.
- Au début des années 1910, Louis Blériot achète la propriété de Bouchetault, sur la commune de Chaumont-sur-Tharonne, limitrophe de Vouzon. En 1915, alors qu'il se rend à sa propriété, une panne d'essence l'oblige à se poser dans un champ à Vouzon[60].
- Georges Claude (1870-1960), chimiste et physicien, inventeur du procédé de liquéfaction de l'air en 1902 et fondateur de la société industrielle L'Air liquide en 1902. Il vécut au château de Chenay pendant la Seconde Guerre mondiale, qu'il quitta bientôt pour habiter celui de Beuvronne, à La Ferté-Saint-Aubin.
- Pierre-Alain Volondat (né à Vouzon le 28 juillet 1962, à la Gare), pianiste et compositeur. Il commence à étudier le piano à l'âge de 7 ans. En raison de progrès fulgurants dans l'étude de cet instrument, il entre très vite au Conservatoire d'Orléans, puis en 1979 au Conservatoire supérieur de Musique de Paris où il obtient les premiers prix de piano, de musique de chambre et d'harmonie. En 1983, à 20 ans, il se présente au Concours musical international Reine-Élisabeth-de-Belgique, et y remporte à la fois le premier prix de piano, le prix Reine Fabiola, et la médaille de vermeil, un fait unique dans les annales de ce concours prestigieux.

## Galerie photographique

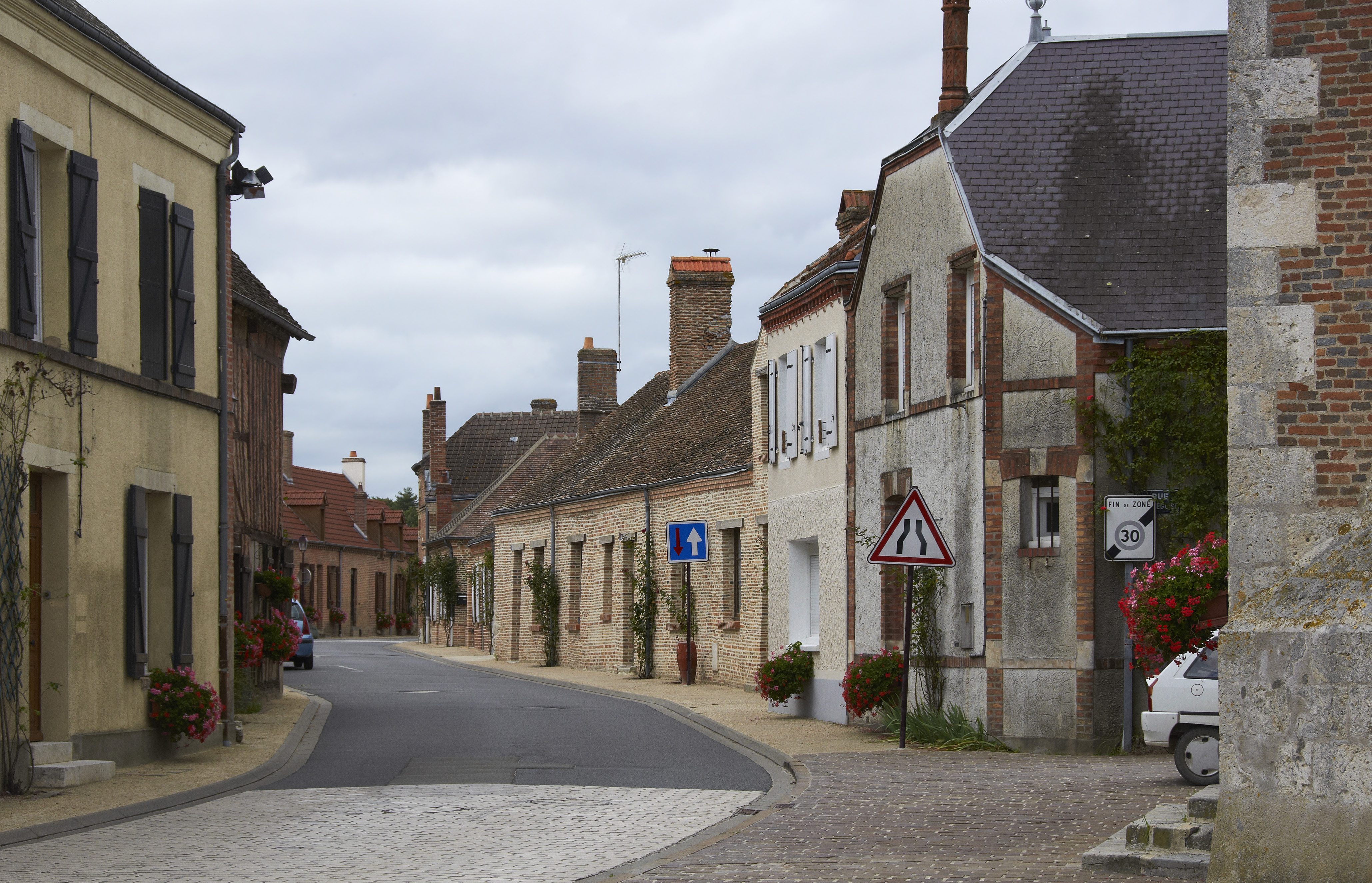
Place de l'Église.
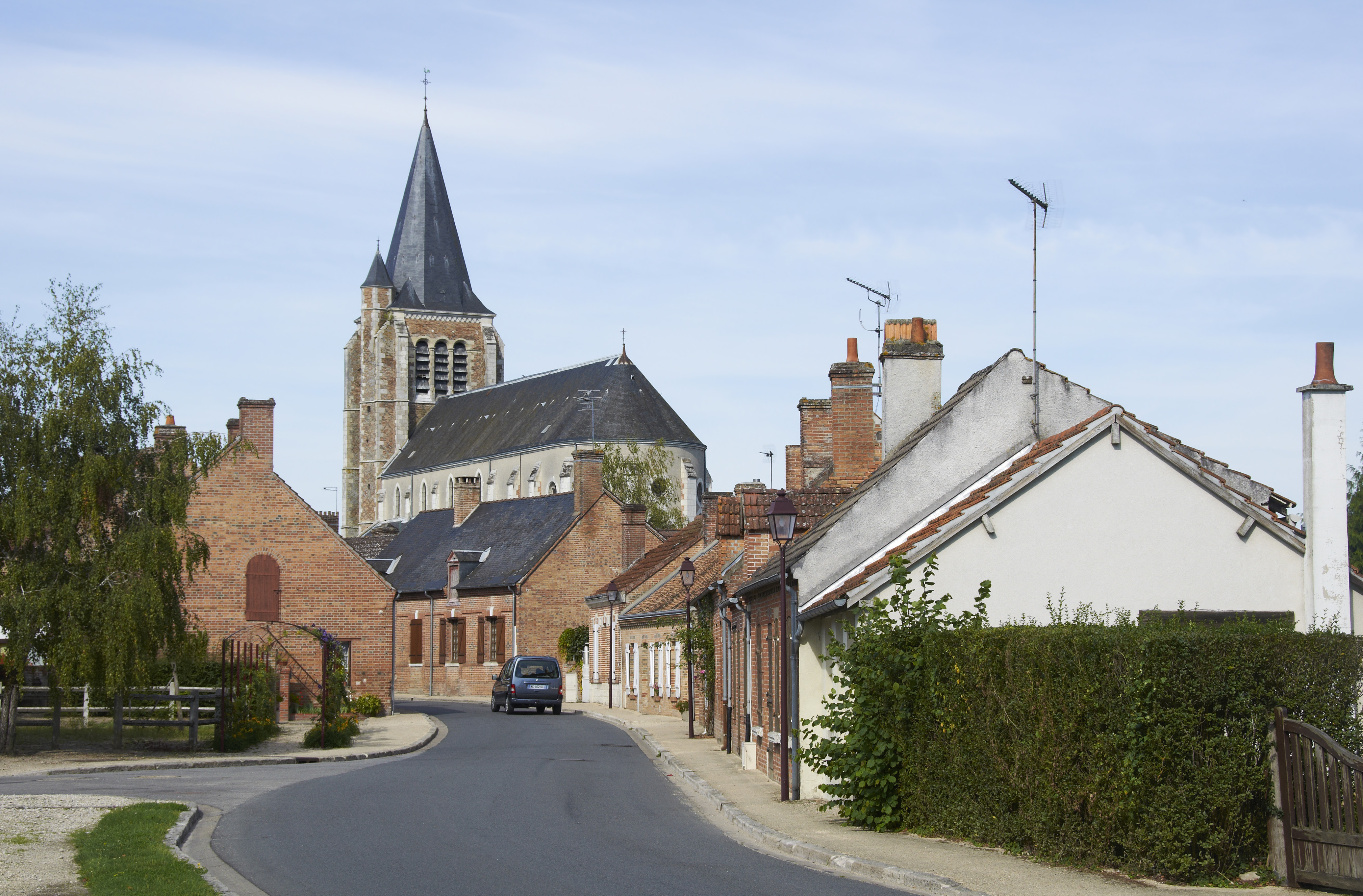
Rue de la Fontaine.
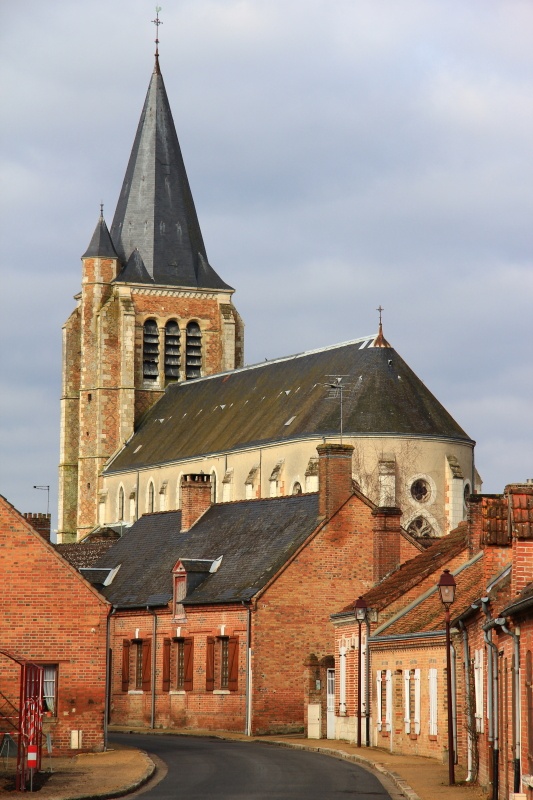
Église Saint-Pierre.
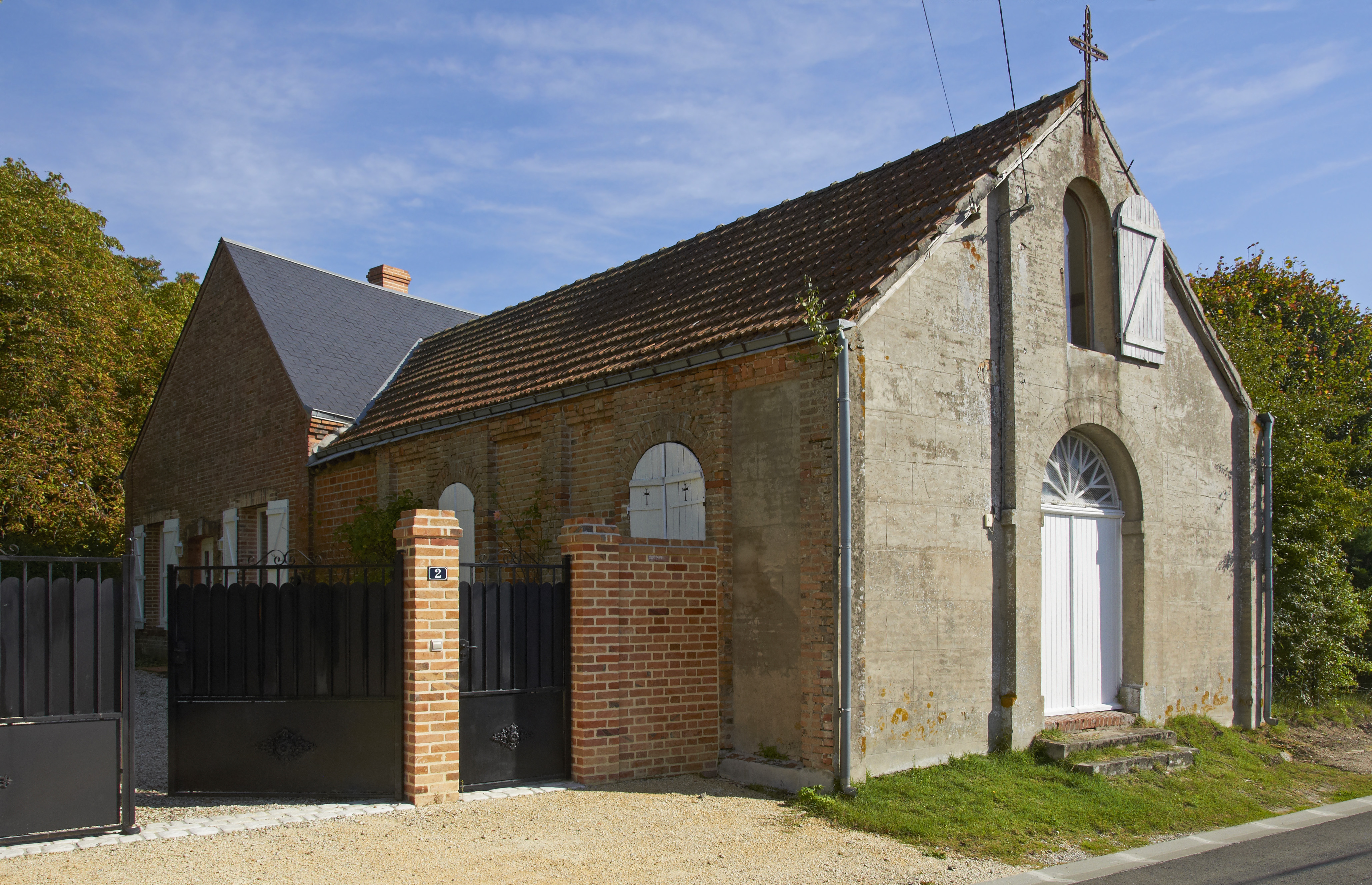
Chapelle Notre-Dame-des-Victoires.